# 智利工人联合中心
智利工人联合中心（西班牙語：Central Unitaria de Trabajadores de Chile，缩写为CUT）是目前智利主要的全国性工会联合会。该组织的前身智利工人统一中心成立于1953年。1973年智利政变后，智利工人统一中心遭到军政府镇压，被迫停止活动。1988年9月，奥古斯托·皮诺切特的独裁统治接近尾声时，智利工人联合中心成立。
该组织的总部位于圣地亚哥。该组织的主席是David Acuña Millahueique。该组织是国际工会联合会的成员。